# شتباخ
شتباخ (به آلمانی: Stebach) یک شهر در آلمان است که در نویوید واقع شده‌است. شتباخ ۳۴۱ نفر جمعیت دارد.